# 'Pataphysique
 (juin 2024).

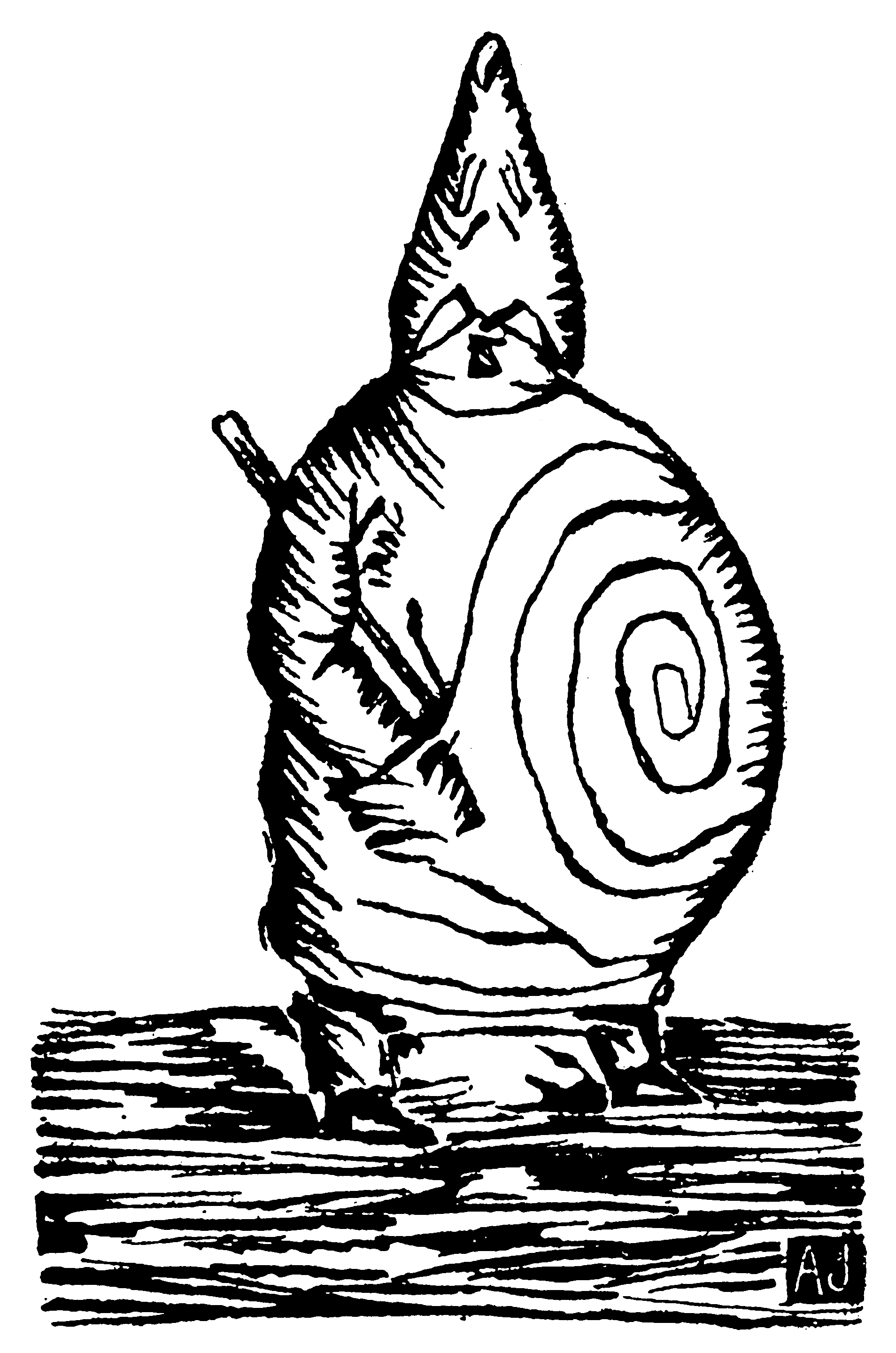
Véritable portrait de Monsieur Ubu. Gravure sur bois d'Alfred Jarry,1896.

La ’Pataphysique apparaît dans Gestes et opinions du docteur Faustroll, pataphysicien, roman écrit par Alfred Jarry en 1897-1898 ; elle est alors définie comme la « science des solutions imaginaires qui accorde symboliquement aux linéaments les propriétés des objets décrits par leur virtualité ». L'ouvrage se conclut ainsi : « La Pataphysique est la science... ».
Développée par René Daumal et Julien Torma dans la première moitié du XXe siècle, la ’Pataphysique doit sa postérité au Collège de ’Pataphysique, un collectif formé en 1948. De nombreux peintres, mathématiciens, historiens, critiques littéraires, cinéastes, explorateurs, dramaturges, écrivains et poètes ont rejoint le Collège parmi lesquels Marcel Duchamp, Joan Miró, Eugène Ionesco, Boris Vian, Raymond Queneau et Jean Dubuffet.

## Définitions d'Alfred Jarry
Le chapitre VIII du Faustroll, intitulé « Définition », contient une définition en caractères italiques, isolée du texte, qui est la suivante :
Définition. La pataphysique est la science des solutions imaginaires, qui accorde symboliquement aux linéaments les propriétés des objets décrits par leur virtualité.
Ainsi ces solutions prolongent les propriétés des objets considérés pour en découvrir les virtualités. On peut alors « penser un objet comme à l’ordinaire et de plusieurs autres manières, en n’étant sensible qu’aux différences d’ingéniosité de ces représentations ».
Le chapitre VIII contient deux autres « définitions » puisqu’on y lit :
« La pataphysique sera surtout la science du particulier, quoiqu’on dise qu’il n’y a de science que du général. Elle étudiera les lois qui régissent les exceptions et expliquera l’univers supplémentaire à celui-ci… un univers que l’on peut voir et que peut-être on doit voir à la place du traditionnel » (Jarry, Faustroll, chap. VIII)
C’est dire que la ’Pataphysique ne cherche pas à amalgamer ses solutions imaginaires en un grand Tout cohérent, comme, d'après Jarry, cherchent à le faire les sciences officielles. Car, comme le dit Jarry, « Sait-on si Tout est un cristal régulier, ou plus vraisemblablement un monstre » (Jarry, Faustroll, chap. XXXVI). Quant aux exceptions, elles peuvent constituer un stimulant, comme on le voit dans les sciences où les anomalies expérimentales conduisent à de nouvelles théories (voir Boris Vian). Il faut aussi savoir que lorsque Jarry parle de « science des solutions imaginaires » ou de science du particulier, il emploie le mot « science » au sens premier « d’organisation des connaissances », ce qui est un sens plus large que celui ordinairement en usage et l'inclut.
Le chapitre VIII du Faustroll contient encore une autre spécification :
« La pataphysique est la science de ce qui se surajoute à la métaphysique… s’étendant aussi loin au-delà de celle-ci que celle-ci au-delà de la physique »
Ceci est moins une définition qu’une fin de non-recevoir, provocante, voire amusante, parfois reprise par le Collège de ’Pataphysique.

## Équivalence
Le contexte des définitions précédentes ‒ la saisie par huissier des biens de Faustroll ‒ caractérise aussi la démarche pataphysique. La bibliothèque du Docteur Faustroll, formée de 27 « livres pairs », c’est-à-dire d’égale valeur, établit l’équivalence littéraire entre des ouvrages écrits par des auteurs de notoriétés très variées (Faustroll, chapitres IV et VI). D’autre part ces premiers chapitres prennent essentiellement la forme d’exploits d’huissier (Faustroll, chapitres I, III, IV, V), rendant ainsi hommage à la langue juridique qui est mise sur le même plan que la langue jarryque.
Dès la création du Collège de ’Pataphysique, son fondateur établissait que toutes choses sont également belles, vraies, sérieuses, et ceci sans ironie :
« Nul n’est plus positif que le pataphysicien : déterminé à tout placer sur le même plan, il est prêt à tout accueillir et cueillir avec même avenance »
Pour désigner une telle attitude, on parle de « Principe d’Équivalence » :
« Un des principes fondamentaux de la ’Pataphysique est celui de l’Équivalence. C’est peut-être ce qui vous explique ce refus que nous manifestons de ce qui est sérieux et de ce qui ne l’est pas ; puisque pour nous c’est exactement la même chose » (Boris Vian, ORTF, Les grandes revues littéraires, 25 mai 1959)
La ’Pataphysique refuse aussi l’opposition entre réel et fiction et campe dans l’ambiguïté. Julien Torma a dit : « À moins d’être commerçant ou sérieux, on ne peut guère s’arrêter à la distinction réel-irréel, marquée au coin-coin du bon sens »

## Naissance et usage du terme
Comme le rappelle Noël Arnaud, si « Alfred Jarry n'est pas l'auteur (au sens de géniteur) du personnage qui s'appellera Ubu roi » et « n'a pas fondé le Collège de ’Pataphysique », il faut aussi rappeler qu'il n'est pas non plus l'inventeur du mot « pataphysique ».

### XIXesiècle
Si Jarry forge le sens du mot pataphysique et la diffuse, il n'est cependant pas l'inventeur de ce terme, qui est sans doute une création collective potachique des élèves du lycée de Rennes. La première utilisation est attestée en 1889-90 dans la pièce La chasse aux polyèdres d'Henri Morin, condisciple de Jarry,. Dans cette pièce, le terme est pour la première fois prononcé par « P.H. », Père Hébert : « Mossieu, quiconque a fait de la pataphysique sait raisonner de cette manière ! » (I, 4). Ainsi, avant Faustroll, Ubu est docteur en pataphysique,.
Jarry manifeste son projet d'ouvrage théorique sur la pataphysique dès 1894, comme le montre la note « On prépare : Éléments de Pataphysique. » qui ouvre Les Minutes de sable mémorial. Ce titre est celui du Livre II commençant par le chapitre VIII intitulé « Définition » des Gestes et opinions du docteur Faustroll, pataphysicien ;
Le Faustroll est rédigé entre 1897 et 1898 et une partie est publiée du vivant de l'auteur. D'abord dans le Mercure de France de mai 1898 (chapitres VI et X à XXV), puis dans La Plume no 278 de novembre 1900 (chapitre XXXIV),.

### XXesiècle
Quatre ans après la mort de son auteur survenue en 1907, les Gestes et opinions du docteur Faustroll, pataphysicien, sous-titré roman néo-scientifique, paraissent chez Fasquelle en 1911.
À la suite de Jarry, la pataphysique sera développée lors de la première moitié du XXe siècle par René Daumal et Julien Torma,.
Par la suite, le Collège de ’Pataphysique promouvra la pataphysique « en ce monde et dans tous les autres » (Statuts, I, 3, 2). Le terme « Collège de ’Pataphysique » est prononcé pour la première fois par Maurice Saillet le 11 mai 1948 dans la librairie parisienne d'Adrienne Monnier « La Maison des Amis des livres », rue de l'Odéon,.

« Il faut faire l'effort d'imaginer la Pataphysique après Jarry, en dehors de Jarry, sinon sans Jarry. En vérité, je vous le dis, les pantoufles des morts se refroidissent vite… »

— Message de Sa Magnificence Opach au Collège, 15 absolu 93 E.P.

## Le Collège de ’Pataphysique

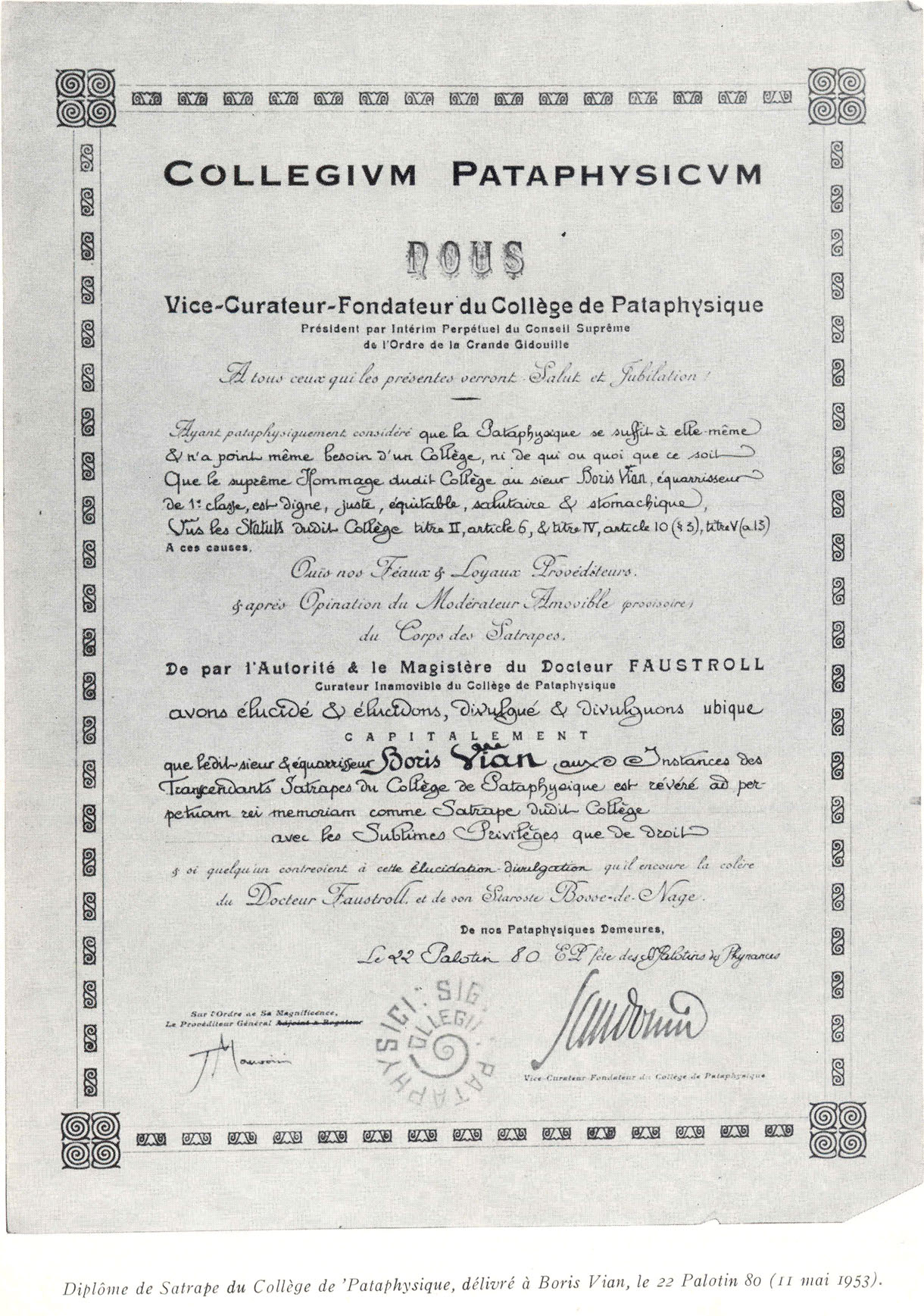
Diplôme du Collège de ’Pataphysique de Boris Vian, le 22 Palotin 80 (11 mai 1953).

Le Collège de ’Pataphysique est une « Société de recherches savantes et inutiles », fondée le 11 mai 1948. Il est régi par des statuts, dont le titre 1 article 3 alinéa 2 est : « Le Collège de ’Pataphysique promeut la Pataphysique en ce monde et dans tous les autres. ». Il s'est doté de son propre système de datation par l'établissement d'un Calendrier Pataphysique perpétuel, initiant ainsi l'Ère ’Pataphysique (abrégée E.P.). Celle-ci débute le 8 septembre 1873 (année dès lors définie comme l'an 1), jour de naissance de Jarry.
Le Collège publie depuis 1950 une revue dont le titre principal est Viridis Candela, qui parait en séries de 28 numéros ; le titre et la maquette changent à chaque série.
Y sont parus, entre autres, les premiers textes d'Eugène Ionesco, des inédits d'Alfred Jarry, de Julien Torma ou de Boris Vian.
La réforme des Sous-Commissions, survenue en 1959, a établi de nombreuses Commissions et Sous-Commissions dans le but de résoudre les problèmes se présentant au Collège. Parmi elles se trouvait originellement l’Oulipo, désormais devenu une institution autonome,.
Les membres du Collège appartiennent à une hiérarchie stricte et précise au sommet de laquelle se trouve le Docteur Faustroll, Curateur Inamovible,, et au bas les Auditeurs et Correspondants. Le Collège gère également l'Ordre de la Grande Gidouille, créé par Alfred Jarry, dont les statuts ont été publiés dans l'Almanach du Père Ubu illustré en 1899,,.
Après une période de cessation de ses activités publiques (« Occultation ») à partir de 1975, il a été réactivé en 2000 (« Désoccultation »). Une équivoque subsistait sur la date de désoccultation annoncée pour l'an 2000 : date du calendrier « vulguaire » ou du calendrier pataphysique ? Le doute fut levé en 1979 par Sa Magnificence Opach.
D'autres instituts étrangers ont émergé parallèlement au Collège (argentin, milanais, limbourgeois, germain, suédois, londonien, hispanique, napolitain, batave, chinois, québécois, américain…).

### Pataphysique consciente et inconsciente
Le Collège de ’Pataphysique postule que tout individu est un pataphysicien (Statuts, I, 3, 1). Il distingue la pratique consciente et inconsciente de la pataphysique dont le critère déterminant est l'appartenance au Collège, ce qui, toutefois, n'implique aucune supériorité de l'une sur l'autre.

« Qu'on le veuille ou qu'on ne le veuille pas on fait toujours de la pataphysique. […] Il est évident que plus la pataphysique est consciente plus elle se double de pataphysique inconsciente, puisque le fait même de vouloir en faire est un acte hautement pataphysique. Ce que l'on ignore lorsqu'on en fait volontairement est encore plus pataphysique. »

— Boris Vian
C'est l'apostrophe qui « distingue la ’Pataphysique consciente de la Pataphysique involontaire ». Quant à l'adjectif "pataphysique", il ne prend pas l'apostrophe.

### Patacesseurs
Forgé par le Collège de ’Pataphysique, le terme de patacesseur — équivalent pataphysique de prédécesseur — désigne les pataphysiciens « anciens ou récents, réels ou “imaginaires”, hommes, femmes ou animaux » ayant précédé le Collège de ’Pataphysique, ou étant antérieur à Alfred Jarry et à l'invention du terme pataphysique.
Avant d'être nommée et définie comme telle par Jarry, le concept de pataphysique a été approché par d'autres auteurs et dont les œuvres peuvent illustrer cette démarche. Comme le relève Noël Arnaud « Marcel Schwob […] écrivait, préludant la pataphysique : “La vie n'est pas dans le général, mais dans le particulier ; l'art consiste à donner au particulier l'illusion du général”. ». Paul Valéry — que Noël Arnaud qualifie de pataphysicien conscient — est l'auteur de « Petite lettre sur les mythes », texte qui, toujours selon Arnaud, constitue « une des introductions les plus commodes à la 'Pataphysique, considéré comme un mythe et proclamé tel, au contraire de tant de mythes qui ne s'avouent pas et s'essaient même à se faire prendre pour des "réalités". ». « [Notre esprit] fait jaillir de ses moindres accidents des créations surnaturelles. Dans cet état, il use de tout ce qu’il est ; un quiproquo, un malentendu, un calembour le fécondent. Il appelle sciences et arts la puissance qu’il a de donner à ses fantasmagories une précision, une durée, une consistance et jusqu’à une rigueur dont il est lui-même étonné ; accablé quelquefois ! »

## Dans la culture populaire
- Dans la chanson des Beatles Maxwell's Silver Hammer, la ’pataphysique est citée par Paul McCartney, qui s'est déclaré admirateur d'Alfred Jarry.
- Sur l'album Volume Two du groupe britannique Soft Machine sont présentes deux chansons intitulées Pataphysical Introduction No. 1 et Pataphysical Introduction No. 2.
- Gilles Deleuze (notamment dans Critique et clinique et L’Île Déserte) développe l’idée qu'en créant la ’pataphysique Jarry a ouvert la voie à la phénoménologie.
- Dans leur chanson Hater's Killah, Stupeflip décrivent dans le refrain leur façon de penser et leur musique comme « un truc pataphysique »[38].
- Selon André Lagarde et Laurent Michard, la ’pataphysique peut être définie comme un « système médité de désintégration totale et de reconstruction dans l'insolite »[39].

### Ouvrages cités
- Alfred Jarry (édition établie et commentée par le Collège de ’Pataphysique), Gestes et opinions du docteur Faustroll, pataphysicien : roman néo-scientifique, Paris, Éditions de la Différence, 2010 (ISBN 978-2-7291-1913-3).
- Collège de ’Pataphysique, Les 101 mots de la Pataphysique, Paris, Presses universitaires de France (PUF), coll. « Que sais-je ? (no 4039) », 2016, 125 p. (ISBN 978-2-13-073186-3).
- Noël Arnaud, « Pataphysique », Encyclopædia Universalis,‎ [s.d.] (lire en ligne ).
- Ruy Launoir, Clefs pour la 'pataphysique, Paris, Hexaèdre, coll. « Bibliothèque pataphysique », 2005 (1re éd. 1969), 222 p. (ISBN 978-2-9522671-2-0, OCLC 500163213).
- Noël Arnaud, « Ubu pataphysicien : La ’Pataphysique et son collège », dans Ubu cent ans de règne, Paris, Musée-galerie de la seita, 1989 (ISBN 2-906-524-40-9), p. 69-82.
- Paul Valéry, « Petite lettre sur les mythes », dans Variété II, Paris, Gallimard, 1930 (lire en ligne), p. 243-258.